# Norman Lowell
Pour les articles homonymes, voir Lowell.
Norman Lowell, né le 29 juillet 1946 à Pietà,  est un homme politique maltais. 
Ancien banquier, il est artiste peintre et spécialiste d'arts martiaux. Il fonde en 2000 le parti politique d'inspiration Nouvelle Droite Imperium Europa dont il est le leader et le représentant lors d'élections nationale et européenne.

## Activités politiques
Norman Lowell a des origines anglaises et italiennes. Il s'est présenté comme candidat aux premières élections maltaises au Parlement européen du 12 juin 2004. Il obtient 2 034 voix de premier décomptage sur un total de 250 691 votes exprimés (0,81 %). Il se présente de nouveau aux élections européennes du 6 juin 2009 et obtient 3 559 voix de premier décompte sur 322 411 votes exprimés (1,10 %).
Norman Lowell s'est présenté comme candidat dans les districts 11 et 12 lors des élections générales de mars 2008 avec moins de 100 voix au premier décompte des deux districts. Il ne s'est pas présenté comme candidats aux élections générales de mars 2013.
Il tient pour lui-même ou son parti des propos, fascisants, racistes,, suprémacistes blancs,  anti-clérical et anti-immigrés. Il a fait la une de la presse maltaise lors de sa condamnation le 27 mars 2008, à une peine d'emprisonnement de deux ans, assortie d'un sursis de quatre ans, réduite en appel le 16 juillet 2013 à 15 mois avec un sursis de trois ans. La cour confirme les accusations d'incitation à la haine raciale mais considère comme non établies les offenses envers les services du président de la République de Malte, annulant l'amende de LM 5000 (12 000 euros).
En février 2007, lors d'une interview sur la chaîne de télévision Super One, Norman Lowell s'est déclaré un fervent admirateur de Carmelo Borg Pisani, un étudiant maltais de conviction fasciste, condamné à mort et exécuté par la justice militaire britannique pendant la Seconde Guerre mondiale pour espionnage au profit du régime fasciste italien.
Norman Lowell est l'auteur de deux livres présentant et développant ses idées politiques et les lignes directives de son parti politique :
- Credo: A Book for the Very Few, JPS Books, Malta, décembre 1999, 304 pages  (ISBN 978-9993200192)
- Imperium Europa: The Book that Changed the World, Imperium Publishing, Malta, mai 2009, 446 pages  (ISBN 978-1615396016)

## Activités artistiques
Norman Lowell est un artiste peintre de style abstrait, il nomme son art Dionysian Action Painting « c'est une forme d'art de capture des sentiments [...] c'est la sublimation de la bête dans l'homme, compris dans l'art. L'artiste, sous l'influence de l'alcool, est soudain saisi d'un désir fiévreux de s'exprimer dans l'art visuel. » 300 de ses œuvres sont exposées dans une galerie The Last Touch à Mosta.

## Activités sportives
Norman Lowell, spécialiste des arts martiaux se donne comme le créateur, au moins à Malte, du Chuan Shu (The Way of The Fist), une sorte de Kung-Fu, dans lequel il mélange plusieurs arts martiaux.